# Szeméremcsont

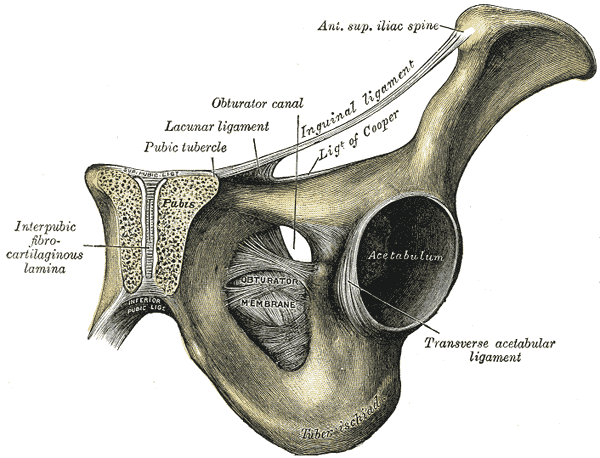
A szeméremcsont keresztmetszete bal oldalról

A szeméremcsont (os pubis) egy lapos, szögletes csont, amely a csontos medence elülső és alsó részén található a has és a lábszár között, a csípőcsont és a keresztcsont alatt, az ülőcsont felett. Az ember medencéje két félből áll, így a szeméremcsont is két részre tagolódik. A medence két fele a porcos szövetből álló szeméremízületnél (Symphysis pubica) kapcsolódik egymáshoz (ami kis mértékű elmozdulást tesz lehetővé), a szeméremcsont ennek középvonalánál helyezkedik el. A szeméremcsontot zsírréteg fedi, ami felett a szeméremdomb található.
Az embernél a medencecsontot (os coxae) alkotó csípőcsont, ülőcsont és szeméremcsont, körülbelül 12–17 éves korban összeforr, ezt megelőzően a szeméremcsont még két részből áll. A szeméremcsont három részre, a testre, valamint a felső és az alsó ágra (ramus) osztható fel, az alsó ág 7–8 éves korban összeforr az ülőcsont felső ágával.
A nőknél a szeméremcsont egyes esetekben szülési nehézséget okozhat, melynek megelőzésére a csontok elmetszésével járó műtétet (pubiotómiát avagy pelviotómiát) hajtanak végre.
Számos emlősállat péniszcsonttal (baculummal) rendelkezik, ami az ember kivételével a főemlősöknél is megtalálható.

## Fordítás
- Ez a szócikk részben vagy egészben  a   Pubio című eszperantó Wikipédia-szócikk ezen változatának fordításán alapul.  Az eredeti cikk szerkesztőit annak laptörténete sorolja fel. Ez a jelzés csupán a megfogalmazás eredetét és a szerzői jogokat jelzi, nem szolgál a cikkben szereplő információk forrásmegjelöléseként.